# 時空急轉彎
《時空急轉彎》（法語發音：[le vizitœʁ]）是一部1993年法國奇幻喜劇片，由尚-馬利·波赫執導並與克利斯汀·克拉維耶共同編劇。
續集《時空急轉彎2》於1998年推出。第二部續集《時空急轉彎3》於2016年推出。
2001年，美國推出翻拍版的《時空反轉芝加哥》。

## 外部連結
- 互联网电影数据库（IMDb）上《時空急轉彎》的资料（英文）